# 桂たかね台
桂たかね台（かつらたかねだい）は、茨城県東茨城郡城里町にあるニュータウン。

## 概要
茨城県住宅供給公社が東茨城郡城里町に開発したニュータウン。国道123号線に近接し、水戸駅から約22km（自動車で約35分）、常磐自動車道水戸北SICから車で約20分に位置する。1990年から土地買収が始まり、1998年から第1期の宅地販売が始まった。当初計画では161戸の戸建住宅が建つ予定であったが、団地内には2010年に到っても、約1/3の区画が売却されたのみで、その後は事実上販売が止まっていた。団地内には県営住宅、及び老人ホーム・介護施設「桂聖明園」がある。
2010年、茨城県は巨額の債務超過に陥っていた茨城県住宅供給公社を自己破産させ、残地は破産管財人によって民間会社に売却された。またその民間会社の一部が残区画の一部にて、ハイポントビレッジ高根台として欧米建築の住宅街を開発計画しており展開中である。

## 事業概要
- 事業主体：茨城県（分譲・販売は茨城県住宅供給公社）
- 所在：東茨城郡城里町高根台
- 計画面積：約14.5ha
- 計画戸数：161戸(戸建住宅)
- 用途：都市計画区域無指定（城里町との建築協定あり。第1種低層住居専用地域に準ずる。）
- 上水道：城里町上水道
- 下水道：汚水処理場
- 雨水：団地内調整池
- ガス：水戸ガス（集中プロパン）

## 施設
教育
- 私立桂幼稚園（約2km）
- 城里町立岩船小学校（約2km）
- 城里町立桂中学校（約2km）

商業施設
- 城里ショッピングプラザ（約6km）

## 交通アクセス
- JR水戸駅（車で約35分）